# 칠곡종합운동장
칠곡종합운동장(漆谷綜合運動場, Chilgok Stadium)은 대한민국 경상북도 칠곡군에 있는 스포츠 시설이다. 천연잔디 필드와 몬도 트랙이 갖춰진 경기장이며, 2010년 12월에 준공되었다.

## 참고 문헌
- “칠곡종합운동장”. 《칠곡군청》. 칠곡군청.
- 〈칠곡종합운동장〉. 《한국향토문화전자대전》. 한국학중앙연구원. 2022년 10월 2일에 원본 문서에서 보존된 문서. 2022년 10월 2일에 확인함.
- 《2021년 전국 공공체육시설 현황(2020년말 기준)》. 대한민국 문화체육관광부. 2022.
- 《2023 전국 공공체육시설 현황 (2022년 12월말 기준)》. 대한민국 문화체육관광부. 2024.